# اوری و جنگل کور
«آوری و جنگل کور» (انگلیسی: Ori and the Blind Forest) یک بازی ویدئویی در سبک بازی اکشن-ماجراجویی است که توسط اکس‌باکس گیم استودیوز و در سال ۲۰۱۵ و در پلت‌فرم‌های اکس‌باکس وان، ایکس‌باکس ۳۶۰، و مایکروسافت ویندوز منتشر شده‌است.